# Bluebeard's Seven Wives
Bluebeard's Seven Wives è un film muto del 1925 diretto da Alfred Santell.

## Trama
John Hart, un impiegato di banca, viene licenziato. Non trovando altri lavori, John si adatta a fare la comparsa cinematografica. Il famoso regista B.C. Duval, attorniato sempre da "yes men" e abbandonato dalla sua star maschile, per ripicca dichiara che lui è capace di portare al successo anche l'ultima delle comparse. Vedendo delle possibilità in John, decide che sarà lui la sua prossima star.
La macchina pubblicitaria si mette subito al lavoro e affibbia al nuovo attore una nomea di latin lover, cambiandogli anche il nome che diventa Don Juan Hartez. Il povero John, di punto in bianco, diventa uno sciupafemmine, un amante sfrenato che, per contratto, deve sposarsi e divorziare così da avvalorare la sua fama di rubacuori. Dovrà, in questo modo, contrarre sette matrimoni.
Ma, dopo il sesto, John scappa via per sposare la sua vera innamorata, Mary Kelly, con la quale si rifugia in una fattoria ad allevare mucche, totalmente insensibile  ormai alle richieste del suo agente e dei produttori che lo supplicano invano di ritornare.

## Produzione
Il film fu prodotto dalla First National Pictures.

## Distribuzione
Distribuito dalla First National Pictures, uscì nelle sale cinematografiche USA il 13 gennaio 1926 dopo essere stato presentato in prima a New York il 27 dicembre 1925.